# ディルバート
『ディルバート』(Dilbert)は、米国のコマ割り漫画。
作者はスコット・アダムス。
ディルバートという技術者を主人公にした、事務系で、管理的な職場を皮肉ったユーモアで知られている。
この漫画は1989年4月16日から新聞に掲載され、いくつかの単行本、テレビアニメ、コンピュータ・ゲーム、および数百のディルバート関連商品になっている。
アダムスは1997年にNational Cartoonist SocietyのReuben AwardとNewspaper Comic Strip Awardを受賞している。ディルバートは世界65カ国、2500の新聞で25の言語で描かれ、1.5億人の読者がいる。また、作品集・選集・カレンダーを含む総発行部数は2000万部を超える。

## テーマ
この漫画は、もともとはエンジニアであるディルバートと彼のペット、ドッグバートが、家で起こすアクションを扱うものだった。
ほとんどのプロットは、ディルバートのエンジニアとしての本性や、彼の奇妙奇天烈な発明品を扱っていた。
これらは、ドッグバートの誇大妄想狂的な野望を基にしたプロットに変質していき、後には、場面は巨大な技術企業にあるディルバートの職場に移っていき、漫画は情報産業の職場と企業の問題に皮肉を言うようになった。
この漫画の人気は、多くの人によく知られた職場を場面とテーマにしたことに理由がある。
『ディルバート』は、企業文化を、自己目的化した官僚主義と生産性を妨げる企業経営がはびこるカフカ的悪夢として描いている。
そこでは、従業員の技能と努力は評価されず、忙しく見せかけるだけの仕事が評価される。
管理の誤りに対する自然な反応として登場人物たちが明らかにばかげた決定をするところに、多くのユーモアが見られる。
これまで扱ったテーマには以下のようなものがある：
- エンジニアの個性
  - ファッションセンスの無さ
  - デートができない
  - 工具やテクノロジー製品が好き
  - 深遠な知識
- 無能で嗜虐的な管理
  - 現実を考慮しないスケジュール
  - 成功に見返りを与えず、怠惰を処罰しない
  - 管理の悪さが原因で起こった従業員の失敗を処罰する
  - コンピュータ管理
  - 人の士気を高めないばかりか、大いに下げる
  - 対話の失敗
  - 失敗または取り下げが決まっているプロジェクトを扱う
  - 薄弱な（または純然たる悪意がある）理由説明に基づく嗜虐的な人事管理
- 企業の官僚主義
- 大衆の愚かさ
  - 広告に影響を受けやすい
  - 集団仲間圧力に影響を受けやすい
  - 明らかなペテンを信じる
- 第三世界諸国とアウトソーシング（エルボニア国）
  - 荒廃
  - 奇妙な文化習慣
  - 資本主義への無理解

### 登場人物
主な登場人物は次の通り：
ディルバート
漫画の主人公。典型的な技術者。白いシャツを着て、黒のスラックスをはいている。そして、赤と黒のストライプのネクタイをしていて、これが不自然に上向きになっている(しかし、アンティナ(男勝りの同僚女性)に会っているときは平らになっている。アダムスは、男性器の象徴を意識していると"Seven Years of Highly Defective People"で述べている)。古いコミックでは、彼の首は長い形をしていたが、最近では短くなった。ディルバートは、MITで電気工学の修士号を取った。技術をよく理解し、よいアイデアを持っているが、社交関係が苦手。しばしば妙齢の女性とデートしているシーンがあるが、大抵奇想天外、突飛な成り行きで悲惨な結果に終わる。ディルバートは、コンピュータと技術が好きなので、自分の時間はそういったもので遊んで過ごす。コミックの二つ話の中でネクタイが下向きにとんがっている。アダムスによると、これは、メールマガジンを読んでくれている人への秘密のメッセージで、彼が昨日の晩デートでセックスをしたという意味らしい。
ドッグバート
ディルバートの飼い犬。誇大妄想狂的な知識人で、いつか世界を征服し人類を奴隷化しようと企んでいる。一回成功したが飽きてやめた。ランクの高いコンサルタントとして働いていて、絶えず権限を乱用し、ディルバートの会社の経営能力と、特にディルバートのボスのことを馬鹿にしている。ドッグバートは、疑わない人をだましたり、鈍い客から金を巻き上げるのを楽しんでいる。ドックバートは、冷たい外見だが飼い主を窮地から救うことで知られる。ドッグバートのペットとしての一面は、初期のコミックの頃のほうが強調されている。しかし、時とともに犬のように振舞うことはめったになくなった。とはいえ、いまでも詐欺をやったときは尻尾を振っている。年寄りのディルバートが未来からタイムトラベルでやってきたとき、ドッグバートを「陛下」と呼んでいる。ドッグバートはいつの日か本当に世界を支配しているのかもしれない。
ドッグバートは繰り返し大統領選挙に出馬しており、その公約は「我が輩が大統領になったら、間抜けからしか税金を取らないと約束しよう」「我が輩に投票しなかった人のみから税金を取り、我が輩に投票した者には補助金を与える」などといったもので、いずれも民衆の喝采を浴びる。
ラットバート
かつて研究所の実験動物だったネズミ。可愛らしくて楽観的な性格で多少間抜けだが、たまにすばらしい観察眼を発揮する。 いつも最低で単調な仕事はすべてやらされている(例えば派遣社員)。ラットバートは、もともとドッグバートにねずみだという理由で嫌われていた。しかし、後にメンバーの一員として認められる。彼は、もともとレギュラーの登場人物として考えられていなかったが、読者から人気がありとどまった。
キャットバート
ディルバートが勤める企業の人事部長を務める邪悪な猫。彼は数話だけだと思われたが、ファンが名前をつけてさらに出るように望んだ。従業員が職の心配をするのをながめて嗜虐的な快感を得ている。とくにウォーリーを困らせるのが好きだ。「レイオフ」という言葉をちょっと言うだけでのどをゴロゴロ鳴らす。
尖った髪のボス
ディルバートや他のエンジニアの上司。彼の本名は一度も触れられていない。初期のコミックでは"ボス"は禿げた中高年の中間管理職の人物だった。後になって"尖った髪"という特徴が付け加えられた。管理については絶望的に無能だが、自分も理解していない専門用語を使うことでいつもそれを隠そうとしている。従業員を軽蔑し無視するように扱い、自分を一番大事にしている。従業員にとって大事な事かには関係なく、自分の目的のために彼らを使う。彼の知的レベルは、ほとんど植物状態の時から鋭く賢い時までさまざまであり、コミックの必要に応じて変わる。だが彼の倫理観の完全な欠如は、完璧なまでに一貫している。彼の兄弟は悪魔で名前が"光の不十分な世界の王子フィル(Phil,the Prince of Insufficient Light)"である。アダムスによれば、とんがった髪で悪魔の角を連想させようとしている。
ウォーリー
古株のエンジニア。仕事が嫌いで、可能であればいつも仕事を避けている。しばしばコーヒーカップを持って現れる。ウォーリーはディルバートよりも社会性がなく、彼の不潔さについてはめったに触れられていない。"とがった髪のボス"の様にウォーリーは道徳性がまったくなく、どんな状況でも利用して自分の利益を図り、真っ当な仕事は最小限しかしない。ウォーリーはずんぐりして禿げていて、ほとんどいつも短い袖のシャツとネクタイをしている。アダムスが言うには、ウォーリーはパシフィックベル(Pacific Bell)の同僚が基になっている。その同僚は会社で最低の従業員のためにある寛大な従業員買収プログラムに興味を持っていて、その結果彼は、(アダムスは彼のことを「私が会ったことのある「賢い人」以上の人物」と記述している。)その資格を得るために、無能でだらしなく、仕事下手になるよう一生懸命努力していた。ウォーリーの怠惰と道徳観念の無さはここからヒントを得た、とアダムスは言っている。こうした性格の割りに、ウォーリーはディルバート、アリス、アショークの派閥の一員として認められている。アリスとの関係は対立していて、ディルバートは時折彼の友達であることを拒絶するように、彼らの行動は少なくとも彼をある種受け入れている事と矛盾している。
アリス
一番有能な女性のエンジニア。いつも彼女の仕事が正当な評価をされないことに不満をもっている。それは性別のせいだと信じている。また、怒りっぽい性格で、激しい気性であり、時たま"死の拳骨"をとんがった髪の上司に使う。アリスはもともと一連の女性登場人物として描かれていて、テッドのような無名の登場人物だった。その頃は今のアリスより髪型がある意味普通で、ボスがそうだった様に特徴ある髪型を確立する前だった。アリスはスコット・アダムスが一緒に働いていたアニータという名の女性が基になっていると述べられている。彼女はアリスと同じく、ピンクのスーツ、フワフワの髪、技術のプロ、コーヒー中毒でtake-no-crapな態度である。
アショーク
インド人のインターン。とても勤勉に働くが、決して正当な評価をされることがない。アショークはかなり頭がいいが企業での経験が浅い。彼の幻想が打ち砕かれるのはしばしばコミックのネタになっている。アショークはインド人で、インド工科大学(IIT)を卒業している。ほかの人、特にボスだが無意識に彼の文化的な信念を踏みにじっている。アショークがそれを指摘すると、いつも無視される。アショークのテストのスコア(旧SATで満点の1600)とIQが240なことから、技術者のチームのなかでは一番賢いといえる。彼はIITで学んだ霊能力を持つというジョークがいくつかある。(たとえばテレキネシス。他の人を爆発させられる。など)彼の頭のよさや霊感にもかかわらず、ウォーリーから怠けるコツや責任のがれのコツのアドバイスを受けている。
キャロル
"とがった髪のボス"の秘書で人間嫌いで冷酷。ボスのことを嫌っていて、さらに同僚全員を嫌っている。もともとディルバートやアリスやアショークのいる会社では重要なキャラクターではなかった。しかし「地獄から来た秘書」というキャラクターとして人気がでて、彼女だけのストーリーのコミックもできるようになった。
フィル（光の不十分な世界の王子）
二流の悪魔。些細な悪事で人を罰し、彼の"pitchspoon"で"地獄に向けて呪う"。サタン("闇の王子")のパロディ。表向きでは、フィルは結局"とんがった髪のボス"の兄弟ということが明らかになる。アダムスはフィルについては一貫しない書き方をしている。角があったり無かったり、pitchspoonの代わりにくま手を持っていたりする。アダムスはこれについて、フィルが肩マントやくま手を持っているのだか忘れてしまうからだと述べている。
エルボニア人
架空の第四世界の国民。アウトソーシングのパロディーとして登場する。彼らの文化は西洋とは根本的に異なっていて、その家父長制がアリスをいらだたせる。彼らの国は腰までの泥で覆われていて、いつも濡れているように高価なミネラルウォーターを使っていることがあるコミックで明らかになった。国の航空会社の主力の機体は巨大パチンコである。ある時、フランスはエルボニアに宣戦布告した。それは彼らが街のパチンコでフランスの衛星を打ち上げようと試みたからである。ディルバートが仲裁できる前だった。その衛星はフランス大使館を破壊した。エルボニアの伝統的な帽子、長いひげ、男性中心の文化、技術的な背景からアフガニスタンのような第三イスラム世界がモデルだと思われる。またソビエト崩壊後の州にも似ていて、それは帽子や前の社会主義の点である。スコットアダムスがSeven Years of Highly Defective Peopleで述べているのは、エルボニアは外国を考慮するために創造され、アメリカの外から来た人に不快にしないように考えていると言う事とエルボニアはケーブルテレビのない国に対するアメリカ人の平均的な認識が基になっていると言う事である。しかし、アダムスはこれまで人種差別主義を何度か非難している。
恐竜ボブ
いたずらを執行する恐竜。彼が発見されたのは、ディルバートが計算した結果恐竜はまだ絶滅していないと分かり、隠れているに違いないということになってからである。ボブは長いすの後ろに隠れていた。妻(ドーン)と息子(レックス)がいて、ディルバートの家に住んでいる。しかしボブほどには登場しない。ボブはほとんどディルバートのオフィスにいて、そこでいたずらの義務が必要になるのは、無能な同僚やセールスマンや雇い主と働いているときである。

## ポップカルチャーに与えた影響
この漫画が企業社会で人気を得たことで、ディルバートというキャラクターが多くのビジネス雑誌や出版物で使われるようになった（ディルバートはFortune誌の表紙に何度か登場している）。
トロント・スター、モントリオールのラ・プレス、インディアナポリス・スター、ワシントン・ポスト、ロサンゼルス・タイムス、ブリスベーンのクーリエ・メール、およびサンフランシスコ・クロニクル、その他の出版物では、ビジネス面に他の漫画とは別にディルバートを掲載している。
よく知られた（しかし証明されていない）理論として、ある職場の士気は、そこのデスクや仕切り壁に貼られたディルバートの漫画の枚数に反比例する、というものがある。
ディルバートの漫画がたくさん貼られている職場は、その企業における官僚主義的な管理への全体的なフラストレーションを反映している。
逆に、全体的に満足している従業員はディルバートの登場人物と同一化を感じることが少ないので、ディルバートの漫画が貼られることも少ない。
しかし、ディルバートが全く貼られない職場は、必ずしも士気が非常に高いことを意味するとは限らない。むしろそれは、徹底した強権主義的管理によって従業員がディルバートを張ることを禁じていることを意味するのかもしれないからだ。

### 批判
ディルバートをアメリカ企業社会の象徴として使ったために、彼の漫画が皮肉ったまさに同じ企業社会によって登場人物が受け入れられていることに対して、スコット・アダムスは批判に曝された。
ディルバートの皮肉は、企業のライフスタイルはどこも大差が無いという事実を示している。あたかもアダムスが批判を予期し、皮肉をもって批判を逸らすことを計画していたかのようだ。
ノーマン・ソロモンは、この漫画はCEOを批判するには不十分で、かつ普通の労働者への配慮に欠けている
と考えた。
ホワイトカラー労働者はもっと敬意を払って欲しがっているだろうという発想は、ホワイトカラーが自由選択であるという一般的な信念に反しているが、ディルバートを襲うダウンサイジングやその他の圧力は、1970年代にハリー・ブレイバーマンによって予測されていたものだった。
こうした圧力を扱うには、ディルバートはもっとブルーカラー的に労働プロセスで闘争しなければならないのだが、ディルバートでは上司は風刺してもよいが従わなければならないものとして描かれている。
デイビッド・ノーブルは、1950年代の当時は最新だった電算機ツールのプログラミングの管理をめぐるサイバー闘争を、黎明期、中期、後期に分けて述べている。
ソロモンは、著書の中ではユーモアを見せないが、ディルバートに見られる皮肉は、労働者管理の最善の割り当てに対する真面目な係争を避けるよい方法だと感じている。
ピーター・ドラッカーとC・ライト・ミルズは、この漫画の前提になっているが一度も言及されない矛盾点を指摘している。
すなわち、ディルバート、ウォーリー、アリスその他のメンバーは、一丸となって製品を作っていると同時に、互いに競争相手でもある。
この漫画はこのダブルバインドの犠牲者を風刺している。
ソロモンは、これが、人々がその運命に甘んじてそこから抜け出す道を見つけようとしなくなることを憂慮している。
こうした批判の欠陥は、その著者の一部は、人々はディルバートを日々1～2分の面白おかしいものと考えているに過ぎないとは考えず、役割モデルとして使うだろうという仮定を置いていることであろう。

## ディルバートの法則
ディルバートの法則は、企業は有能な人間を現場から引き抜くダメージを最小限にするために、最も無能な従業員を管理職に昇進させるという、風刺的な観測をいう。
この用語は、バークレーのMBAで漫画ディルバートの作者スコット・アダムズによって作られた造語である。アダムズは1996年にウォールストリート・ジャーナルでこの法則を紹介した。それからアダムズは1996年の同名の本で、ディルバートの法則についての研究を拡張した。この本は、なんらかの管理や企業計画についての本をあらかじめ読んでおくことが要求（または推奨）されていた。この本は100万部以上売れ、ウォールストリート・ジャーナルのベストセラー一覧に43週間載り続けた。
この法則は、従来の人事管理の技術と矛盾しているために、学術的には真実性は棄却されるかもしれないが、実業界でよく議論された問題を表した風刺の一形式として提唱された。この理論は、その後実業界と管理層からの一定の支持を得た。例えば元Appleのガイ・カワサキはこう言った。
「企業には二種類ある。自社がディルバートに似ていることを自覚しているもの、そしてディルバートに似ているがそれをまだ自覚していないもの。」
ディルバートの法則はピーターの法則のバリエーションである。ピーターの法則は、現在の職位で能力を示した従業員への報酬として昇進させるような、（例えば企業のような）階層的組織の性質について述べたものである。すなわち、こうした行為により、有能だった従業員は、最終的にその人が無能になる職位まで昇進して、無能なままそこに留まるということを示している。